# Пейзаж от Цариград
„Пейзаж от Цариград“ е картина от Владимир Димитров – Майстора от 1926 г.
Картината е нарисувана с акварел върху картон и е с размери 69 x 99,2 cm. Картината представя градски пейзаж на Истанбул. През 2010 г. е част от изложбата „Лицата на модернистичната живопис – България, Гърция и Румъния, 1910 – 1940 г.“.
Част е от колекцията на Националната художествена галерия в София.